# フーリー市
フーリー市（ベトナム語：Thành phố Phủ Lý / 城庯府里?）はベトナムの紅河デルタ地方のハナム省の省都である。首都ハノイの60km南に位置する。

## 歴史
1873年10月26日、フランスのバルニー船長率いる28人の船員と砲艦がフーリーを占領した。直後にバルニーとフランシス・ガルニエはハノイの西門で死亡する。

1946年、フーリーでは多くのベトナム国民党指導者が南ベトナム解放民族戦線に捕まった。

1954年6月30日、撤退中のフランス軍がフーリーを攻撃した。直後にベトナムは独立した。

1966年7月14日～11月5日のアメリカ軍の北爆で、フーリーは完全に破壊された。

マイケル・マクレアーはこの時のフーリーを「生命のいない荒れ地」と表現している。

## 行政区画
以下の11坊10社を管轄する。
- チャウソン坊（Châu Sơn / 珠山）
- ハイバーチュン坊（Hai Bà Trưng / 𠄩婆徵）
- ラムハ坊（Lam Hạ / 藍夏）
- レホンフォン坊（Lê Hồng Phong / 黎鴻豊）
- リエムチン坊（Liêm Chính / 廉政）
- ルオンカインティエン坊（Lương Khánh Thiện / 梁慶善）
- ミンカイ坊（Minh Khai / 明開）
- クアンチュン坊（Quang Trung / 光中）
- タインチャウ坊（Thanh Châu / 青洲）
- タイントゥエン坊（Thanh Tuyền / 青全）
- チャンフンダオ坊（Trần Hưng Đạo / 陳興道）
- ディンサー社（Đinh Xá / 丁舍）
- キムビン社（Kim Bình / 金平）
- リエムチュン社（Liêm Chung / 廉鐘）
- リエムティエト社（Liêm Tiết / 廉節）
- リエムトゥエン社（Liêm Tuyền / 廉全）
- フーヴァン社（Phù Vân / 富雲）
- ティエンハイ社（Tiên Hải / 先海）
- ティエンヒエップ社（Tiên Hiệp / 先脇）
- ティエンタン社（Tiên Tân / 先新）
- チンサー社（Trịnh Xá / 鄭舍）

## 写真

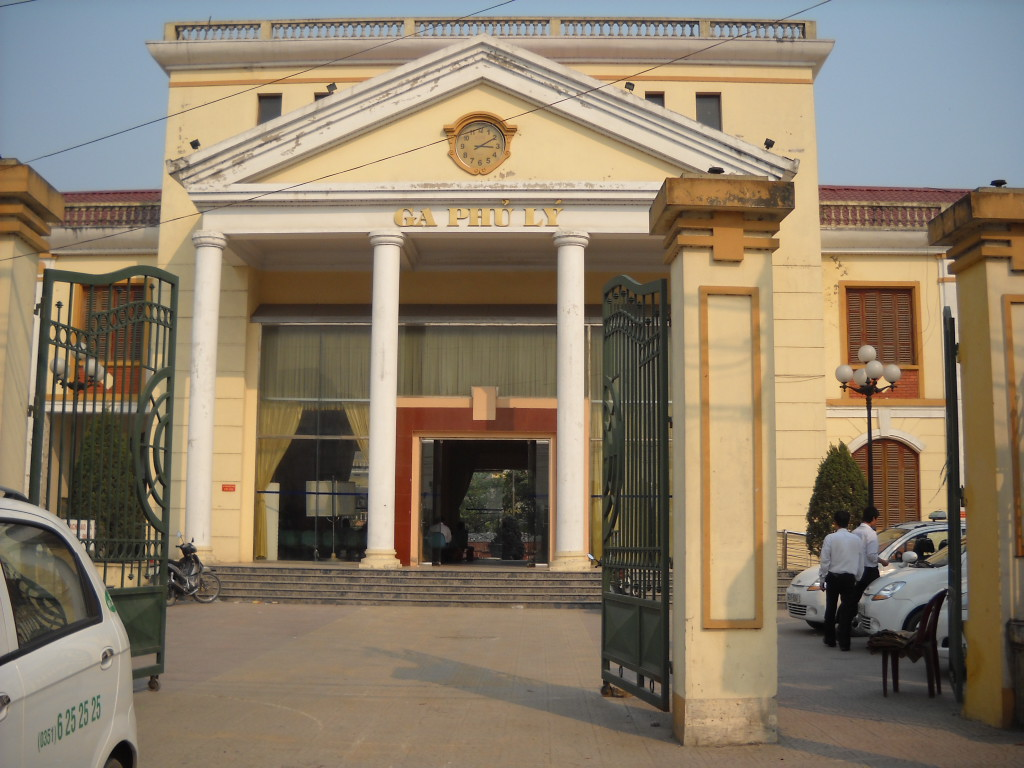
フーリー駅
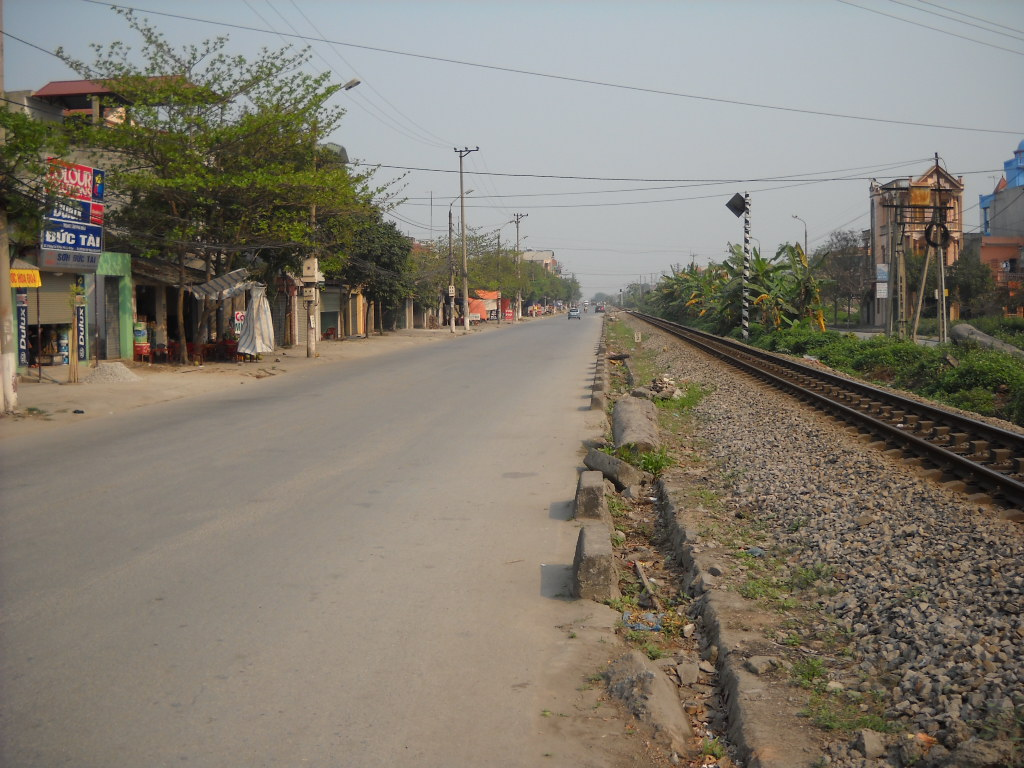
フーリーとナムディンを結ぶ国道21B号線
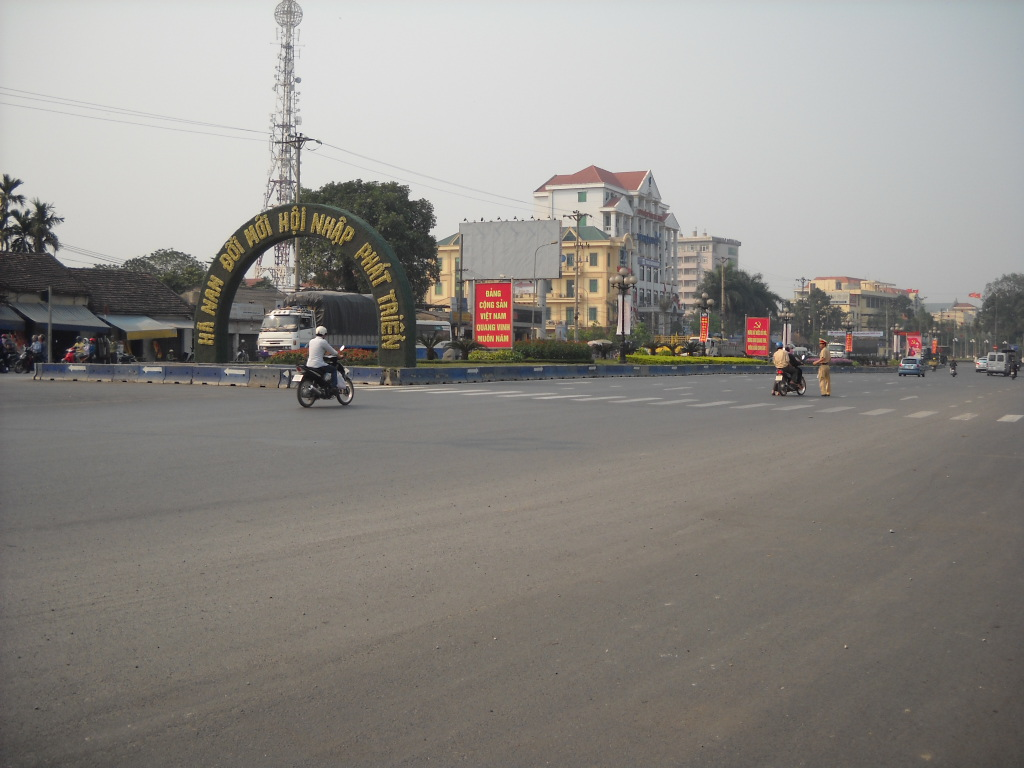
市中心部